# 琉球嶼燈塔
琉球嶼燈塔是一座位於琉球嶼的燈塔，該燈塔與鵝鑾鼻燈塔皆具指引台灣海峽及巴士海峽往還船隻功能；琉球嶼現有燈塔兩座，另一座則位於白沙尾港口。

## 歷史

### 日治時期
- 琉球嶼燈塔由高雄區漁會於1929年（日昭和4年）建立，原裝4等電石氣閃光燈，光力1,000支燭光，二次大戰時受損停止發光。

### 中華民國時期
- 1952年（民國41年），高雄區漁會移請財政部關稅總局修復並管理，改裝5等電石氣閃光燈，每2秒一閃。
- 1955年（民國44年），改為8秒一閃白光，光力 860 支燭光。
- 1980年（民國69年），改裝交流電燈，光力 10,000 支燭光。

## 燈塔結構與行政諸元

### 燈塔結構諸元
- 塔高：11.6公尺。
- 塔身塗色・構造：混凝土圓塔、外觀漆白，頂層外有環繞陽台。
- 燈高：88.7公尺〈以高潮面至燈火中心計〉。
- 燈器：大型交流電燈。
- 燈質（頻率）：每8秒1白閃光。明2.0秒，6.0秒。
- 光力：10.000支燭光。
- 公稱光程：14.3浬。
- 明弧：226度-217度。

### 燈塔行政諸元
- 管轄機關：燈塔原為中華民國財政部關務署管理，已於2013年1月1日轉交由中華民國交通部航港局管轄。
- 人員編制：未知。
- 開放參觀與否：外部開放，內部不開放。

## 關連項目
- 臺灣燈塔列表
- 美國燈塔列表（Lighthouses in the United States）
- 世界燈塔列表（List of lighthouses and lightvessels）
- 日本燈塔50選

## 外部連結
- 交通部觀光局上的琉球嶼燈塔介紹 （页面存档备份，存于）
- 交通部航港局上的琉球嶼燈塔介紹 （页面存档备份，存于）